# Rotkopfweber
Der Rotkopfweber (Quelea erythrops) ist eine afrikanische Art aus der Familie der Webervögel (Ploceidae). Er wird in Europa gelegentlich auch als Ziervogel gehalten.

## Beschreibung
Der Rotkopfweber erreicht eine Körperlänge von zwölf Zentimeter. Das Männchen hat im Prachtkleid einen leuchtend roten Kopf. Davon abgesetzt ist der hellgraue Schnabel mit einer hellgrauen Schnabelbasis. Im Ruhekleid fehlt dieses Rot. Das Männchen ähnelt dann dem Weibchen, das ein braun und schwärzlich längsgestreiftes Federkleid ähnlich wie die meisten Sperlinge. 
Das Gelege besteht aus zwei Eiern. Die Brutzeit beträgt 14 Tage, die Nestlingszeit 21 Tage. Sie werden weitere zwei Wochen von den Elternvögeln versorgt. 
Das Verbreitungsgebiet des Rotkopfwebers reicht vom Senegal bis Äthiopien und südwärts bis Natal und westlich bis nach Angola. Der Lebensraum sind feuchte Savannen und Grasland. 